# 井上聖也
井上 聖也（いのうえ せいや、1999年11月9日 - ）は、兵庫県宝塚市出身のプロサッカー選手。Jリーグ・徳島ヴォルティス所属。ポジションはディフェンダー。

## 来歴
高校時代までは全国的には無名の存在だった。甲南大学進学後、2年時から頭角を現し、3年時の関西学生サッカーリーグ1部では過去最高となる3位フィニッシュに大きく貢献した。
2021年1月末から2月上旬までアビスパ福岡の春季キャンプに参加。3月、2022年シーズンからのアビスパ福岡加入内定、並びに特別指定選手承認が発表された。
2022年、アビスパ福岡に正式加入。2月23日、ルヴァンカップの湘南ベルマーレ戦でプロデビューを飾った。

## 所属クラブ
- 末広FC
- 宝塚市立宝梅中学校
- 兵庫県立西宮高等学校
- 甲南大学
  - 2021年  アビスパ福岡（特別指定選手）
- 2022年 -  アビスパ福岡

## 個人成績
| 国内大会個人成績 | 国内大会個人成績 | 国内大会個人成績 | 国内大会個人成績 | 国内大会個人成績 | 国内大会個人成績 | 国内大会個人成績 | 国内大会個人成績 | 国内大会個人成績 | 国内大会個人成績 | 国内大会個人成績 | 国内大会個人成績 |
| 年度             | クラブ           | 背番号           | リーグ           | リーグ戦         | リーグ戦         | リーグ杯         | リーグ杯         | オープン杯       | オープン杯       | 期間通算         | 期間通算         |
| 年度             | クラブ           | 背番号           | リーグ           | 出場             | 得点             | 出場             | 得点             | 出場             | 得点             | 出場             | 得点             |
| 日本             | 日本             | 日本             | 日本             | リーグ戦         | リーグ戦         | リーグ杯         | リーグ杯         | 天皇杯           | 天皇杯           | 期間通算         | 期間通算         |
| ---------------- | ---------------- | ---------------- | ---------------- | ---------------- | ---------------- | ---------------- | ---------------- | ---------------- | ---------------- | ---------------- | ---------------- |
| 2022             | 福岡             | 26               | J1               | 0                | 0                | 5                | 0                | 3                | 0                | 8                | 0                |
| 2023             | 福岡             | 26               | J1               | 6                | 0                | 6                | 0                | 4                | 0                | 16               | 0                |
| 2024             | 福岡             | 4                | J1               | 25               | 0                | 2                | 2                | 2                | 0                | 29               | 2                |
| 2025             | 福岡             | 4                | J1               |                  |                  |                  |                  |                  |                  |                  |                  |
| 通算             | 日本             | 日本             | J1               | 31               | 0                | 14               | 2                | 9                | 0                | 53               | 2                |
| 総通算           | 総通算           | 総通算           | 総通算           | 31               | 0                | 14               | 2                | 9                | 0                | 53               | 2                |

- 2021年 特別指定選手としての公式戦出場無し

出場歴
- Jリーグ初出場 - 2023年6月25日 J1第18節

ヴィッセル神戸戦 (ベスト電器スタジアム)

## タイトル

### クラブ
アビスパ福岡
- Jリーグカップ（2023年）

## 選抜歴
- 関西大学選抜（2021年）